# Dachuan

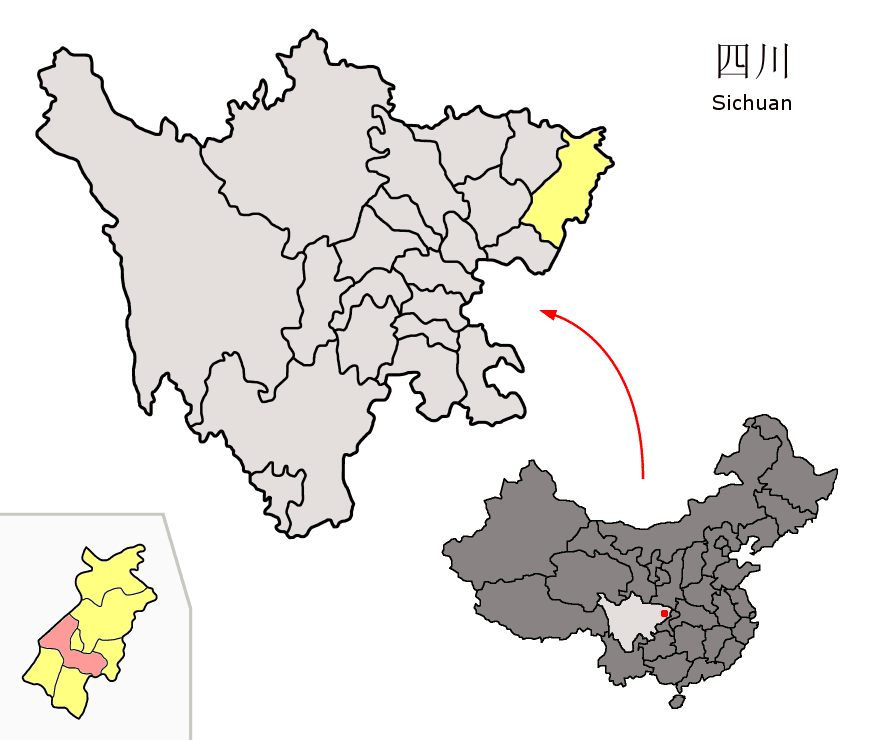
Lage des Stadtbezirks Dachuan (rosa) auf dem Gebiet von Dazhou (gelb).

Dachuan (chinesisch 达川区, Pinyin Dáchuān Qū) ist ein Stadtbezirk der bezirksfreien Stadt Dazhou im Nordosten der chinesischen Provinz Sichuan.
Er ist am 18. Juli 2013 aus dem Kreis Da (达县) hervorgegangen, der eine Fläche von 2.179 km² hatte und 945.191Einwohner zählt (Stand: Zensus 2020). Ein Teil des Kreises Da (Großgemeinden Beimiao 碑庙镇 und Jiangling 江陵镇 sowie die Gemeinden Beishan 北山乡, Anyun 安云乡, Zitong 梓桐乡, Jinshi 金石乡, Qingning 青宁乡, Longtan 龙滩乡 und Mengshuang 檬双乡) wurde zuvor abgetrennt und dem Stadtbezirk Tongchuan angegliedert.